# Deporaus betulae
Espèce
Deporaus betulae (le rhynchite du bouleau ou cigarier du bouleau) est une espèce de petits coléoptères, un charançon, que l'on trouve comme son nom l'indique sur les bouleaux (Betula), mais qui fréquente également les aulnes, charmes, hêtres et noisetiers.
À noter : l'espèce de « charançon » Byctiscus betulae est également dénommée rhynchite ou cigarier du bouleau.

## Description
Ce minuscule coléoptère noir mesure de 2,5 à 4 millimètres de longueur. Le mâle se distingue de la femelle par des fémurs postérieurs renflés. Sa tête est prolongée par un long rostre avec deux antennes coudées. Son pronotum est étroit et allongé, ses élytres et ses pattes recouverts d'une pilosité noire.

## Distribution
Eurasiatique : largement répandu en Europe : de l'Espagne à la Scandinavie, à la Russie, à la Turquie ; Moyen-Orient et aussi Afrique du Nord.

## Écologie
La femelle du Deporaus betulae pond un œuf sur la face inférieure d'une feuille dont elle découpe le limbe de manière transversale, ne laissant que la nervure médiane. Ensuite elle enroule pendant presque une heure la partie terminale, comme un cigare (d'où le nom de cigarier donné à cette famille de charançons) mais en forme de cornet qui finit par tomber ; entre-temps, la larve se nourrit du parenchyme de la feuille. La larve se nymphose à la fin de l'été dans une cavité sous terre. Deux semaines plus tard, l'imago apparaît, mais il hiverne dans cette cavité. Il sort au printemps.

## Synonymes
- Deporaus populi Scopoli
- Deporaus fagi Scopoli